# Strigilla surinamensis
Strigilla surinamensis is een tweekleppigensoort uit de familie van de Tellinidae. De wetenschappelijke naam van de soort is voor het eerst geldig gepubliceerd in 1972 door Boss.